# سیارک ۷۶۸۶
سیارک ۷۶۸۶ (به انگلیسی: 7686 Wolfernst، نامگذاری:2024P-L) هفت هزار و ششصد و هشتاد و ششمین سیارک کشف شده‌است که در ۲۴ سپتامبر ۱۹۶۰ کشف شد.
قدر مطلق سیارک برابر ۱۴٫۰۰ است.